# Liste der denkmalgeschützten Objekte in Křenice
Grundlage dieser Liste der denkmalgeschützten Objekte in Křenice ist die ÚSKP-Liste (Ústřední seznam kulturních památek České republiky, deutsch Zentrale Liste der Kulturdenkmäler der Tschechischen Republik), die von der tschechischen Denkmalschutzbehörde NPÚ (Národní památkový ústav, deutsch Nationale Denkmalbehörde) seit 1987 geführt wird und an die seit dem Jahr 1850 geschaffenen Listen anschließt.

## Denkmalgeschützte Objekte nach Ortsteilen

### Křenice
| Lage                           | Objekt                     | Beschreibung | ÚSKP-Nr.                  | Bild                   |
| ------------------------------ | -------------------------- | --- | ------------------------- | ---------------------- |
| Křenice (Standort)             | Kapelle der Jungfrau Maria | Historisierende rechteckige Kapelle mit dreieckigem Giebel, Fassaden durch geformte Rahmen mit gebogenem Fries unterteilt. Ein Beispiel eines neoromanischen Sakralbaus aus der zweiten Hälfte des 19. Jahrhunderts, geprägt von romantischen Tendenzen.                         | 100620 Info Katalog       | weitere Bilder         |
| Křenice, Křenice 19 (Standort) | Festung                    | Ursprünglich eine Renaissance-Festung, die im Spätbarock zu einem Getreidespeicher umgebaut wurde, der zu einem funktionalen Bestandteil eines großen, im Empire-Stil erbauten Hofes wurde. Reste von Renaissance-Sgraffito und Barock illusionistische Aufteilung der Fassaden. | 20265/4-3076 Info Katalog | weitere Bilder         |
| Křenice, Křenice 4 (Standort)  | Getreidespeicher Nr. 4     | Kleiner Getreidespeicher mit gemauertem Erdgeschoss und Fachwerkboden, im Inneren mit Holzfassgewölbe ausgestattet. Beispiel eines kleinen landwirtschaftlichen Gebäudes aus der ersten Hälfte des 19. Jahrhunderts.                                                             | 40477/4-3077 Info Katalog | Getreidespeicher Nr. 4 |

### Přetín
| Lage                         | Objekt                  | Beschreibung | ÚSKP-Nr.                  | Bild                    |
| ---------------------------- | ----------------------- | --- | ------------------------- | ----------------------- |
| Přetín, Přetín 5 (Standort)  | Gehöft Nr. 5            | Gehöft mit einem Wohngebäude, im Erdgeschoss mit einer jüngeren Holzterrasse und einer angeschlossenen Scheune, die atypisch im hinteren Teil des Innenhofs liegt. Teil des Wirtschaftsgebäudes ist ein gemauerter Getreidespeicher mit einer Veranda. Ein Beispiel für einen Landsitz aus dem 19. Jahrhundert. | 36046/4-3083 Info Katalog | Gehöft Nr. 5            |
| Přetín, Přetín 18 (Standort) | Getreidespeicher Nr. 18 | Holzhaus mit zwei Anbauten. Volkswirtschaftliches Gebäude aus dem 19. Jahrhundert. | 37398/4-3084 Info Katalog | Getreidespeicher Nr. 18 |